# Wonderlustre
Wonderlustre è il quarto album in studio del gruppo musicale britannico Skunk Anansie, pubblicato il 13 settembre 2010 dalla V2 Records.

## Tracce
1. God Loves Only You – 3:48
2. My Ugly Boy – 3:27
3. Over the Love – 3:25
4. Talk Too Much – 3:20
5. The Sweetest Thing – 3:38
6. It Doesn't Matter – 2:46
7. You're Too Expensive For Me – 2:29
8. My Love Will Fall – 3:56
9. You Saved Me – 3:38
10. Feeling The Itch – 3:06
11. You Can't Always Do What You Like – 3:31
12. I Will Stay But You Should Leave – 3:58

DVD bonus
1. The Making of Wonderlustre
2. Skunk Anansie on the road: Festivals 2010
3. My Ugly Boy (Video)
4. The Making of My Ugly Boy

## Classifiche
| Classifica (2010) | Posizione massima |
| ----------------- | ----------------- |
| Austria           | 33                |
| Belgio (Fiandre)  | 8                 |
| Belgio (Vallonia) | 47                |
| Francia           | 67                |
| Germania          | 27                |
| Grecia            | 18                |
| Italia            | 1                 |
| Paesi Bassi       | 12                |
| Polonia           | 9                 |
| Portogallo        | 21                |
| Regno Unito       | 58                |
| Svizzera          | 11                |